# AGM-84 SLAM
AGM-84 SLAM/SLAM-ER (Standoff Land Attack Missile/Standoff Land Attack Missile – Expanded Response) je americká letecká manévrující podzvuková letounová střela s plochou dráhou letu, vysokou přesností zásahu, použitelná za každého počasí. Je využitelná proti námořním i pozemním cílům, určena pouze pro vypouštění z letadel. Uživateli střely SLAM-ER jsou v současnosti letectva USA, Jižní Koreje a Turecka.
Střely SLAM/SLAM-ER jsou určeny především pro útok na pozemní cíle, podobně jako u střel Tomahawk, nicméně si zachovávají schopnost útočit i na námořní cíle.
Střela je vybavena pasivním samonaváděcím zařízením typu „vystřel a zapomeň“ (fire-and-forget). Střela disponuje obousměrným komunikačním zařízením (datalink) pro dodatečné upřesnění cíle v cílové oblasti před závěrečným útokem střely umožňujícím převzetí kontroly nad střelou a její ovládání do samotného dopadu do cíle.

## Historie
Střela AGM-84 SLAM vychází konstrukčně ze střely AGM-84 Harpoon, která byla použita pro účely projektu SLAM. Z existující střely Harpoon byla použita stávající konstrukce střely, bojová hlavice a motoru. Střela SLAM dostala infračervené čidlo WGU-10/B ze střely AGM-65D Maverick, modul pro přenos dat ze střely AGM-62 Walleye a zcela nové rozevírací nosné plochy, které v kombinaci se stávajícím proudovým motorem zvyšují zásadně dolet střely. Tato verze SLAM pak byla vyráběna jako AGM-84G SLAM. Projekt SLAM řešil okamžitou operační potřebu US Navy, na základě které byla tato modifikace střely Harpoon vyvinuta nová střela za méně než 48 měsíců s využitím existujících dílů.
V letech 2000-2002 byla vyvinuta vylepšená verze střely s prodlouženým dosahem (SLAM-ER, anglicky: Expanded Response, česky: Prodloužený dosah) AGM-84H SLAM-ER a následně taktéž v roce 2002 na novější verzi AGM-84K SLAM-ER.